# Villa Beau Site
La villa Beau Site est une maison située no 17 rue du Mont-Boron, à Nice, en France.

## Historique
Eugène Vidis, marchand niçois, achète en 1882 une villa de plan carré construite une dizaine d'années plus tôt. Il la modifie en ajoutant une tour d'angle carrée.
En 1885, la demeure est acquise par le négociant britannique Achille Larrey qui la baptise Beau Site. En 1890, il demande à l'architecte Sébastien-Marcel Biasini d'agrandir la villa. Celui-ci ajoute une aile latérale ornée de quatre colonnes aux chapiteaux corinthiens supportant un entablement surmonté d'une balustrade et de statues. Il dote également la tour d'un belvédère entouré d'arcades, qui lui donne l'aspect d'une pièce montée.
La veuve d'Achille Larrey agrandit la propriété vers 1910 en achetant un petit terrain sur lequel elle fait construire une isba pour recevoir des amis et qu'elle appelle « Les Rochers », et un bâtiment pour loger les domestiques qu'elle nomme « Hyacinthe ».
La villa est acquise dans les années 1920 par le diamantaire britannique Lewis Lindon qui la revend à Gisèle Tissier en 1948.
Gisèle Tissier décède le 14 juillet 1988. Par testament, elle lègue son domaine et son patrimoine mobilier à l'Institut de France aux charges et conditions que soit créée une fondation à vocation culturelle, ouverte au public. En 2005, l'Institut de France obtient du tribunal une révision des charges du legs lui permettant de vendre le domaine Beau-Site. Celui-ci est racheté par un Allemand fortuné installé à Monaco, qui décide d'engager des travaux de rénovation.
La villa Beau Site est classée au titre des monuments historiques depuis le 27 juillet 1987.
En 1987, le groupe de rock The Cure tourne dans la villa le clip de leur chanson Catch. 

## Description
La maison est actuellement une propriété privée surplombant la mer située sur la colline du mont Boron à Nice. Elle se compose d'un bâtiment principal surmonté d'une tour (la villa Beau Site proprement dite de style néoclassique, et parfois également qualifiée de style néo-pompéien) et de deux villas secondaires, l'une élaborée dans un style troglodyte et l'autre longeant la basse corniche. Le point de vue sur la mer et la ville de Nice est considéré comme l'un des plus impressionnants.
Une demande de restauration auprès des bâtiments de France est en cours. L'architecte niçois Philippe Mialon est chargé de la restauration de la villa.